# TTC Fritzdorf
Der TTC Grün-Weiß Fritzdorf 1958 e.V.  ist ein deutscher Tischtennisverein aus Wachtberg-Fritzdorf. Die Vereinsfarben sind Grün-Weiß. Spielstätte ist die  Sportanlage Fritzdorf. In der Saison 2009/10 spielte die Damenmannschaft in der Regionalliga und die Herrenmannschaft in der Landesliga.

## Geschichte
Am 28. August 1958 wurde der Tischtennisverein Grün-Weiß Fritzdorf 1958 e.V. gegründet. Seit der Saison 1959/60 nimmt die Herrenmannschaft an Wettbewerben teil. Die Damen spielen seit 1965/66 bei Meisterschaften mit. Bis 1967 spielte die Herrenmannschaft in der Kreisklasse bzw. Kreisliga, bevor man 1968 in die Bezirksliga aufstieg. 1970 stieg dann die Damenmannschaft in die Landesliga auf die Herrenmannschaft folge nur 2 Jahre später auch in die Landesliga. Stieg aber dann 1976 zum ersten Mal in die Verbandsliga auf und 1980 in die dritthöchste deutsche Spielklasse die Oberliga auf. Im gleichen Jahr stieg die Damenmannschaft in die Kreisliga ab und blieb dort bis 1991. Auch die Herrenmannschaft des TTC Fritzdorf erlebte danach eine negative Serie. Erst ging es von der Oberliga in die Verbandsliga später in die Landesliga und zurück in die Bezirksliga. 1991 stiegen dann wieder Damen in die Bezirksliga und Herren die Landesliga auf. Die Herren konnten sogar dann noch 1992 wieder in die Verbandsliga aufsteigen. 2001 stieg die Damenmannschaft dann in die Landesliga auf. Es folgte 2004 der Aufstieg in die Verbandsliga, 2005 der Aufstieg in die Oberliga, 2006 der Aufstieg in die Regionalliga und 2021 der in die 3. Bundesliga Nord.

## Größte Erfolge
- 1963 Meister der 2. Kreisklasse (Herren)
- 1965 Meister der 1. Kreisklasse (Herren)
- 1967 Bezirkspokalsieger der Damen
- 1968 Meister der Kreisliga (Herren)
- 1969 Bezirkspokalsieger der Damen
- 1970 Bezirkspokalsieger der Damen
- 1970 Meister der Bezirksliga (Damen)
- 1972 Meister der Kreisliga (Herren) und Aufstieg in die Bezirksliga
- 1973 Meister der Bezirksliga (Herren) und Aufstieg in die Landesliga
- 1973 Bezirkspokalsieger der Damen
- 1975 Herren-Herbstmeister der Landesliga
- 1976 Meister der Landesliga (Herren) und Aufstieg in die Verbandsliga
- 1980 Meister der Verbandsliga (Herren) und Aufstieg in die Oberliga
- 1983 Meister der Verbandsliga (Herren)
- 1990 Kreis- und Bezirkspokalsieger der Damen
- 1992 Meister der Bezirksliga (Herren)
- 1992 Meister der Kreisliga (Damen)
- 1993 Meister der Landesliga (Herren)
- 2000 Bezirkspokalsieger der Damen
- 2001 Bezirkspokalsieger der Damen
- 2002 Meister der Bezirksliga (Damen)
- 2005 Meister der Landesliga (Damen)
- 2006 Vizemeister der Landesliga (Herren)
- 2006 Meister der Verbandsliga (Damen) und Aufstieg in die Oberliga
- 2007 Vizemeister der Landesliga (Herren) und Aufstieg in die Verbandsliga
- 2007 Meister der Oberliga (Damen) und Aufstieg in die Regionalliga
- 2007 Westdeutscher Pokalsieger der Damen
- 2013 Meister der Regionalliga (Damen)
- 2021 Aufstieg der 1. Damenmannschaft in die 3. Bundesliga Nord

## Platzierungen von 1959/60 bis 2013/14
| Saison  | Liga (Herren)  | Auf-/Abstieg  |  | Liga (Damen) | Auf-/Abstieg                |
| ------- | -------------- | ------------- |  | ------------ | --------------------------- |
| 1959/60 | 2. Kreisklasse | Klassenerhalt |  |              |                             |
| 1960/61 | 2. Kreisklasse | Klassenerhalt |  |              |                             |
| 1961/62 | 2. Kreisklasse | Klassenerhalt |  |              |                             |
| 1962/63 | 2. Kreisklasse | Aufstieg      |  |              |                             |
| 1963/64 | 1. Kreisklasse | Klassenerhalt |  |              |                             |
| 1964/65 | 1. Kreisklasse | Aufstieg      |  |              |                             |
| 1965/66 | Kreisliga      | Klassenerhalt |  | Bezirksliga  | Klassenerhalt               |
| 1966/67 | Kreisliga      | Klassenerhalt |  | Bezirksliga  | Klassenerhalt               |
| 1967/68 | Kreisliga      | Aufstieg      |  | Bezirksliga  | Klassenerhalt               |
| 1968/69 | Bezirksliga    | Klassenerhalt |  | Bezirksliga  | Klassenerhalt               |
| 1969/70 | Bezirksliga    | Klassenerhalt |  | Bezirksliga  | Klassenerhalt               |
| 1970/71 | Bezirksliga    | Abstieg       |  | Bezirksliga  | Aufstieg                    |
| 1971/72 | Kreisliga      | Aufstieg      |  | Landesliga   | Klassenerhalt               |
| 1972/73 | Bezirksliga    | Aufstieg      |  | Landesliga   | Klassenerhalt               |
| 1973/74 | Landesliga     | Klassenerhalt |  | Landesliga   | Klassenerhalt               |
| 1974/75 | Landesliga     | Klassenerhalt |  | Landesliga   | Klassenerhalt               |
| 1975/76 | Landesliga     | Klassenerhalt |  | Landesliga   | Klassenerhalt               |
| 1976/77 | Landesliga     | Aufstieg      |  | Landesliga   | Klassenerhalt               |
| 1977/78 | Verbandsliga   | Klassenerhalt |  | Landesliga   | Klassenerhalt               |
| 1978/79 | Verbandsliga   | Klassenerhalt |  | Landesliga   | Klassenerhalt               |
| 1979/80 | Verbandsliga   | Klassenerhalt |  | Landesliga   | Klassenerhalt               |
| 1980/81 | Verbandsliga   | Aufstieg      |  | Landesliga   | Abstieg                     |
| 1981/82 | Oberliga       | Abstieg       |  | Kreisklasse  | Klassenerhalt               |
| 1982/83 | Verbandsliga   | Aufstieg      |  | Kreisklasse  | Klassenerhalt               |
| 1983/84 | Oberliga       | Abstieg       |  | Kreisklasse  | Klassenerhalt               |
| 1984/85 | Verbandsliga   | Klassenerhalt |  | Kreisklasse  | Klassenerhalt               |
| 1985/86 | Verbandsliga   | Abstieg       |  | Kreisklasse  | Klassenerhalt               |
| 1986/87 | Landesliga     | Klassenerhalt |  | Kreisklasse  | Klassenerhalt               |
| 1987/88 | Landesliga     | Klassenerhalt |  | Kreisklasse  | Klassenerhalt               |
| 1988/89 | Landesliga     | Klassenerhalt |  | Kreisklasse  | Klassenerhalt               |
| 1989/90 | Landesliga     | Abstieg       |  | Kreisklasse  | Klassenerhalt               |
| 1990/91 | Bezirksliga    | Klassenerhalt |  | Kreisklasse  | Klassenerhalt               |
| 1991/92 | Bezirksliga    | Aufstieg      |  | Kreisliga    | Aufstieg                    |
| 1992/93 | Landesliga     | Aufstieg      |  | Bezirksliga  | Klassenerhalt               |
| 1993/94 | Verbandsliga   | Klassenerhalt |  | Bezirksliga  | Klassenerhalt               |
| 1994/95 | Verbandsliga   | Klassenerhalt |  | Bezirksliga  | Klassenerhalt               |
| 1995/96 | Verbandsliga   | Klassenerhalt |  | Bezirksliga  | Klassenerhalt               |
| 1996/97 | Verbandsliga   | Klassenerhalt |  | Bezirksliga  | Klassenerhalt               |
| 1997/98 | Verbandsliga   | Klassenerhalt |  | Bezirksliga  | Klassenerhalt               |
| 1998/99 | Verbandsliga   | Abstieg       |  | Bezirksliga  | Klassenerhalt               |
| 1999/00 | Landesliga     | Klassenerhalt |  | Bezirksliga  | Klassenerhalt               |
| 2000/01 | Landesliga     | Klassenerhalt |  | Bezirksliga  | Klassenerhalt               |
| 2001/02 | Landesliga     | Klassenerhalt |  | Bezirksliga  | Aufstieg                    |
| 2002/03 | Landesliga     | Klassenerhalt |  | Landesliga   | Klassenerhalt               |
| 2003/04 | Landesliga     | Klassenerhalt |  | Landesliga   | Klassenerhalt               |
| 2004/05 | Landesliga     | Klassenerhalt |  | Landesliga   | Aufstieg                    |
| 2005/06 | Landesliga     | Klassenerhalt |  | Verbandsliga | Aufstieg                    |
| 2006/07 | Landesliga     | Aufstieg      |  | Oberliga     | Aufstieg                    |
| 2007/08 | Verbandsliga   | Abstieg       |  | Regionalliga | Klassenerhalt               |
| 2008/09 | Landesliga     | Klassenerhalt |  | Regionalliga | Klassenerhalt               |
| 2009/10 | Landesliga     | Klassenerhalt |  | Regionalliga | Klassenerhalt               |
| 2010/11 | Landesliga     | Klassenerhalt |  | Regionalliga | Klassenerhalt               |
| 2011/12 | Landesliga     | Aufstieg      |  | Regionalliga | Klassenerhalt               |
| 2012/13 | Verbandsliga   | Klassenerhalt |  | Regionalliga | Meister (Aufstiegsverzicht) |
| 2013/14 | Verbandsliga   | Abstieg       |  | Regionalliga | Klassenerhalt               |